# Kirgiz schodzi z konia
Kirgiz schodzi z konia – zbiór reportaży Ryszarda Kapuścińskiego, zawierający relacje z podróży po kaukaskich i środkowoazjatyckich republikach należących wtedy do Związku Radzieckiego. (Gruzja, Armenia, Azerbejdżan, Turkmenistan, Tadżykistan, Kirgistan i Uzbekistan). W krótkich szkicach poświęconych poszczególnym krajom ukazana jest ich różnorodność kulturalna widziana z perspektywy zwykłych ludzi, ich obyczajów, sposobu postrzegania świata.
Pierwsze wydanie książki (7 000 egzemplarzy) ukazało się w roku 1968 nakładem wydawnictwa Czytelnik. Później ukazały się jeszcze trzy wydania książki (1974, 1988 i 1990). Fragmenty reportaży zostały wykorzystane w książce Imperium.